# Заводиці
Заводиці (словен. Zavodice) — поселення в общині Назарє, Савинський регіон, Словенія. Висота над рівнем моря: 450,9 м.